# Ruta de Illinois 89
La Ruta de Illinois 89, y abreviada IL 89 (en inglés: Illinois Route 89) es una carretera estatal estadounidense ubicada en el estado de Illinois. La carretera inicia en el sur desde la IL 116     en Metamora hacia el norte en la US 34     en La Moille. La carretera tiene una longitud de 89,3 km (55.48 mi).

## Mantenimiento
Al igual que las autopistas interestatales, y las rutas federales y el resto de carreteras estatales, la Ruta de Illinois 89 es administrada y mantenida por el Departamento de Transporte de Illinois por sus siglas en inglés IDOT.